# Pribrejni (Sovkhozni)
|  | Per a altres significats, vegeu «Pribrejni». |

Pribrejni - Прибрежный (rus) és un possiólok del krai de Krasnodar, a Rússia. Es troba al delta del riu Kuban, a la vora esquerra del riu Protoka. És a 7 km al nord-oest de Slàviansk-na-Kubani i a 78 km a l'oest de Krasnodar.
Pertany al possiólok de Sovkhozni.